# Jaderná elektrárna North Anna
Jaderná elektrárna North Anna (anglicky North Anna Nuclear Generating Station) je provozní jadernou elektrárnou ve Spojených státech. Leží poblíž města Mineral v Louisa County ve státě Virginie. Elektrárnu vlastní společnosti Dominion Virginia Power a Old Dominion Electric Cooperative. Provozovatel elektrárny je Dominion Energy. Reaktory elektrárny dodala a vybudovala americká firma Westinghouse. Ke chlazení elektrárny je využívána vodní nádrž Anna vybudovaná na řece North Anna.

## Historie a technické informace

### Reaktory
Jaderná elektrárna North Anna provozuje celkem dva jaderné reaktory. Původní plán elektrárny však počítal se čtyřmi reaktory, výstavba kterých byla posléze zastavena.

#### Blok 1
Výstavba prvního bloku započala dne 19. února 1971. Jedná se o třísmyčkový tlakovodní reaktor typu M312 od firmy Westinghouse. Jeho hrubý výkon je 990 MW a čistý výkon po odečtení vlastních potřeb systémů bloku činí 948 MW. Připojení k síti poprvé proběhlo 17. dubna 1978 a komerční provoz následoval dne 6. června 1978.
Blok má od NRC udělenou provozní licenci do 1. dubna 2038.

#### Blok 2
Výstavba druhého identického bloku M312 započala opět dne 19. února 1971. Hrubý výkon druhého bloku je 1011 MW a čistý výkon čítá 944 MW. Přifázování k síti bylo provedeno 25. srpna 1980 a do komerčního provozu blok přešel 14. prosince 1980.
Blok má od NRC udělenou provozní licenci do 21. srpna 2040.

#### Bloky 3 a 4
Původní plán elektrárny počítal s výstavbou dalších dvou tlakovodních reaktorů, tentokrát od firmy Babcock & Wilcox. Mělo se jednat o dva tlakovodní dvousmyčkové reaktory s dvěma hlavními cirkulačními čerpadly na smyčku. Jejich výstavba započala 1. června 1971 a 1. prosince 1971, ale 1. listopadu byl projekt zrušen v důsledku nepříznivých ekonomických podmínek.

#### Nový blok 3
Společnost Dominion získala regulační povolení od NRC k výstavbě a provozu dalšího bloku v lokalitě v roce 2017. Bylo plánováno postavit jeden varný blok ESBWR o výkonu 1520 MW. Projekt byl však ještě v roce 2017 zastaven bez většího pokroku v důsledku příliš nízkých cen zemního plynu, kterým jaderný energie ve Spojených státech nemohla konkurovat.

### Okolní obyvatelstvo
NRC definuje dvě zóny havarijního plánování kolem jaderných elektráren. První o poloměru 16 kilometrů, která se týká především vystavení radioaktivní kontaminace vzduchu a poté druhou o poloměru 80 kilometrů, jež se zabývá kontaminací potravin a vody.
Podle studie NRC zveřejněné v srpnu 2010 byl odhad každoročního rizika zemětřesení dostatečně silného na to, aby způsobilo poškození aktivní zóny reaktoru 1 ku 22 727.

## Informace o reaktorech
| Reaktor      | Typ reaktoru      | Výkon  | Výkon   | Zahájení výstavby | Připojení k síti                   | Uvedení do provozu                 | Uzavření |
| Reaktor      | Typ reaktoru      | Čistý  | Hrubý   | Zahájení výstavby | Připojení k síti                   | Uvedení do provozu                 | Uzavření |
| ------------ | ----------------- | ------ | ------- | ----------------- | ---------------------------------- | ---------------------------------- | -------- |
| North Anna-1 | Westinghouse M312 | 948 MW | 990 MW  | 19. 2. 1971       | 17. 4. 1978                        | 6. 6. 1978                         |          |
| North Anna-2 | Westinghouse M312 | 944 MW | 1011 MW | 19. 2. 1971       | 25. 8. 1980                        | 14. 12. 1980                       |          |
| North Anna-3 | B&W-145           | 907 MW | 950 MW  | 1. 6. 1971        | Výstavba zrušena 1. listopadu 1982 | Výstavba zrušena 1. listopadu 1982 |          |
| North Anna-4 | B&W-145           | 907 MW | 950 MW  | 1. 12. 1971       | Výstavba zrušena 1. listopadu 1980 | Výstavba zrušena 1. listopadu 1980 |          |